# 방콕의 행정 구역
방콕은 50개의 《켓》(khet เขต)이 있으며, 이것은 다른 주의 암프(방콕의 경우는 구 개념)와 동일한 단위이다. 켓은 다시 동(洞)의 개념인 180개의 《쾡》(khwaeng แขวง)으로 나뉘며, 다른 주의 땀본과 상응하는 것이다.

## 목록

Map of Khet

| 1. 프라나콘 2. 두싯 3. 농쪽 4. 방락 5. 방켄 6. 방까피 7. 파툼완 8. 뽑쁘랍 쌋뜨루 파이 9. 프라 카농 10. 민부리 11. 랏끄라방 12. 얀나와 13. 쌈판타웡 14. 파야타이 15. 톤부리 16. 방콕야이 17. 후아이쾅 18. 클롱싼 19. 따링찬 20. 방콕노이 21. 방쿤티안 22. 파씨차로엔 23. 농카엠 24. 랏부라나 25. 방플랏 | 1. 딘다엥 2. 브엥쿰 3. 싸톤 4. 방쑤에 5. 차투착 6. 방코라엠 7. 쁘라웻 8. 클롱 토에이 9. 쑤안루앙 10. 촘통 11. 돈므앙 12. 탓차테위 13. 랏프라오 14. 왓타나 15. 방께오 16. 락씨 17. 싸이마이 18. 칸나야오 19. 싸판쑹 20. 왕통랑 21. 클롱쌈와 22. 방나 23. 타위왓타나 24. 퉁쿠루 25. 방본 |  |

## 같이 보기
- 태국의 주
- 태국의 하부 행정 구역